# Nätmäklare
Nätmäklare är en internettjänst som låter privatpersoner handla med aktier och andra värdepapper direkt, utan att passera banken. En nätmäklare kan erbjuda handel på en eller flera olika börser. Vanligast är att dessa mäklare erbjuder handel på en lång rad olika börsen i olika länder. De flesta nätmäklare erbjuder exempelvis handel på Stockholmbörsen, Nasdaq, Nyse och en rad Europeiska börser. Nätmäklare använder sig av handelsplattformar som låter deras kunder köpa och sälja aktier online. Dessa order placeras sedan i börsens handelssystem automatiskt utan någon mänsklig inblandning. Detta innebär att mäklarna har mycket låga kostnader och kan erbjuda mycket billig aktiehandel.
Termen nätmäklare kan även avse en fastighetsmäklare som jobbar mycket via nätet. 